# Eurycipitia
Eurycipitia is een geslacht van wantsen uit de familie van de Miridae (blindwantsen). Het geslacht werd voor het eerst wetenschappelijk beschreven door Odo Reuter in 1905.

## Soorten
Het genus bevat de volgende soorten:

- Eurycipitia clarus (Distant, 1883)
- Eurycipitia splendens (Distant, 1883)
- Eurycipitia splendens (Distant, 1884)